# Lady Oscar (película)
Lady Oscar es una película de 1979, basada en el manga japonés La rosa de Versalles de Riyoko Ikeda. La película fue escrita y dirigida por Jacques Demy, con la música de su colaborador habitual Michel Legrand. La coproducción franco-japonesa fue producida por Mataichiro Yamamoto para Kitty Films, Nippon TV, y Toho, y fue filmada en locación en Francia.
La película estrenó en Japón el 3 de marzo de 1979, y fue presentada en Francia el 26 de abril de 1980.

## Argumento
En el siglo XVIII, Oscar-François de Jarjayes fue una niña criada como un niño desde temprana edad, por su padre, el general François Augustin Regnier de Jarjayes, quien deseaba heredar el título de líder militar a uno de sus descendientes. Fue nombrada a la edad de veinte años como custodia de la reina María Antonieta, mientras que André, su amigo de la infancia, trabajaba en los establos reales.
En Versalles, Oscar se enamora de Axel de Fersen, pero se convierte en el amante de la reina y luego se exilia en Estados Unidos. Mientras la revuelta comienza a retumbar en las calles de la capital, las intrigas de la corte real abundan. Cuando Fersen regresa, Oscar se viste por primera vez de mujer y causa sensación en un baile. Rechaza el amor de André, desaprueba la frivolidad de la reina y es trasladada a la Guardia Nacional. Oscar es prometido por su padre a un noble decadente, el conde de Girolet, sin embargo, rompe su compromiso y se niega a disparar a sus soldados contra la multitud. Encarcelada, André la libera y huye con él. Los dos jóvenes asistieron al asalto de la Bastilla el 14 de julio de 1789. El ejército dispara a la gente, André es asesinado a tiros, mientras Oscar, que bajo un enamoramiento, se separa de su amante, se deja llevar por la multitud jubilosa.

## Reparto
- Catriona MacColl como Oscar François de Jarjayes.
- Patsy Kensit como una joven Oscar François de Jarjayes.
- Barry Stokes como André Grandier.
- Andrew Bagley como un joven André Grandier.
- Jonas Bergström como Hans Axel von Fersen.
- Christine Böhm como María Antonieta.
- Terence Budd como Luis XVI.
- Mark Kingston como el General Jarjayes.
- Georges Wilson como el General François Bouillé.
- Martin Potter como el conde de Girodel, prometido de Oscar.
- Sue Lloyd como la Duquesa Gabrielle de Polignac.
- Anouska Hempel como la Condesa Jeanne de Valois-Saint-Rémy de la Motte.
- Mike Marshall como el conde Nicolás de la Motte.
- Christopher Ellison como Maximilian Robespierre.
- Constance Chapman como Nanny.
- Cadine Constan como Madame de Valois, lavandera.
- Gregory Floy como el Cardenal de Rohan.
- Shelagh McLeod como Rosalie Lamorlière.
- Michael Osborne como Bernard Châtelet, amante de Rosalie.
- Jacques Maury como el Barón Charles Auguste de Breteuil, primer ministro.
- Michael Petrovitch como Vizconde Charles de Calonne, estadista francés.
- Daniel/Dane Porret como Léonard, peluquero de la Reina.
- Angela Thorne como Mademoiselle Bertin, modista de la Reina.
- Dominique Varda como Élisabeth Vigée Le Brun, pintora de la Reina.
- Paul Spurrier como el Príncipe Luis José de Francia, primer heredero
- Rose Mary Dunham como la marquesa de Boulainvilliers.
- Patrick Allan como
- Nicolas Amer como Messie de Chantilly, duelista que vence Oscar con pistolas.
- Jean Boissery como el soldado del folleto.
- Armelle Bonnot como suivante.
- François Brincourt como
- Michèle Cahier como una costurera.
- Geoffrey Carey como invitado al baile de noche.
- Lyne Chardonnet como invitado al baile de noche.
- Thérèse Crémieux como
- Huguette Faget como Dama de la corte.
- Corinne Fischer como una costurera.
- Patrick Floersheim como adversario de duelo con Oscar en una taberna.
- Alain David Gabison como la partera.
- Steve Gadler como un soldado insolente.
- Gary Granville como
- Vincent Grass como un soldado insolente.
- Consuelo de Haviland como pareja de Oscar en el baile de negro.
- Jeffrey Kime como la inoportuna en el baile real.
- Caroline Loeb como
- Claire Maubert como
- Timothy Morand como un borracho.
- Mario Pecqueur como
- Olivier Pierre como
- John Charles Sabain como
- James Shuman como
- John Tordoff como
- Denis Trinder como
- Monique Vermeer como
- Robin Whitecross como una costurera.
- Lambert Wilson como Alain, un soldado insolente.
- Sylvia Zerbib como una costurera.
- André Cagnard como cascades.
- Agnès Evein como un pastor en el Trianon.

## Realización
Esta película japonesa fue hecha por un director francés, en su mayoría actores británicos y producida por japoneses.
La película es una película por encargo realizada por Jacques Demy, quien aceptó debido a las dificultades que atravesaba para realizar Anouchka y Une chambre en ville. La orden proviene de un productor japonés, Mataichiro Yamamoto, quien deseaba llevar La Rosa de Versalles de  Riyoko Ikeda a la gran pantalla. De acuerdo con Agnès Varda, la producción fue difícil, y ella terminó por realizar todas las labores de producción bajo el nombre de los japoneses.
Otra peculiaridad es que este manga es obra de una mujer, Riyoko Ikeda , el campo es más tradicionalmente masculino. Frederik L. Schodt y Jared Cook, tradujeron toda la serie de manga en Inglés como referencia para los productores de esta película, pero dieron la única copia de la traducción a ellos y se perdió.
Gran parte de la película está rodada en Versalles, que se abre por primera vez desde la película de Sacha Guitry, "Si Versalles me contára..." sus puertas a la realización de una película. Se puede ver incluso una escena filmada en el pequeño teatro de Marie-Antoinette, que siempre permaneció cerrada a los visitantes. Los escenarios y las locaciones son los auténticos y se puede reconocer los lugares. Se puede ver el Hameau de la Reina, el Petit Trianon, el Pabellón Francés, el Teatro de Marie-Antoinette, el vestíbulo de la Ópera del palacio, etc.
Los vestuarios de Jacqueline Moreau son lujosos y la música original de Michel Legrand está muy bien. El patrocinador principal de la película era Shiseido, una empresa de cosméticos, y Catriona McColl promovió un lápiz labial rojo para la línea de cosméticos la primavera de ese año.
El productor elige al director francés porque está acostumbrado a su vez que al Inglés, sino también para facilitar el acceso a los monumentos históricos, sin la cual la película se viera realizado en un estudio en Inglaterra. El escenario y la escena de la toma de la Bastilla es en sí, se grabó en torno a Senlis. También se grabaron escenas en Jossigny para el Castillo de los Jarjayes. Y en los Estudios Auditel y Loyaout en París.
La película poseía un guion más extenso, pero su longitud se redujo principalmente por un bajo presupuesto y presión de los productores.

## Recepción
La película no fue un éxito en taquilla, criticada principalmente porque su protagonista, Catriona MacColl no era lo suficientemente andrógina para representar a Oscar.
La cinta se vendió a un canal de pago en Estados Unidos, España y otros países. En Francia, los distribuidores no compran los reclamos de los japoneses, pues son demasiado altos. Se distribuye solo veinte años más tarde.
Variety describió la película como recordando las epopeyas tempranas de Hollywood, y elogió la representación de Catriona McColl de Óscar como "la mujer que espera para estallar fuera de la ropa de un hombre". Kevin Thomas, que escribe para el diario Los Angeles Times, describió la película como una típica película de Jacques Demy, señalando su preocupación por contrastar la vida de los aristócratas y la vida de los pobres.

## Premios y reconocimientos[15]
- En 2006 formó parte de la retrospectiva a Agnès Varda y Jacques Demy en el Festival Internacional de Cine de Viena.[16]
- En 2011 formó parte de una retrospectiva a Jacques Demy en el marco del Festival Internacional de Cine de San Sebastián.[17]